# Alfred de Quervain
Alfred de Quervain, né le 15 juin 1879, à Uebeschi, dans l'arrondissement de Thoune, et mort le 13 janvier 1927, à Zurich, est un explorateur de la région arctique, géophysicien et météorologue suisse.
Il est notamment connu pour avoir entrepris deux explorations scientifiques suisses au Groenland en 1909 et en 1912-1913, aux côtés du glaciologue Paul-Louis Mercanton. Avec Auguste Piccard, il a conçu un sismographe pesant environ 20 tonnes.

## Biographie

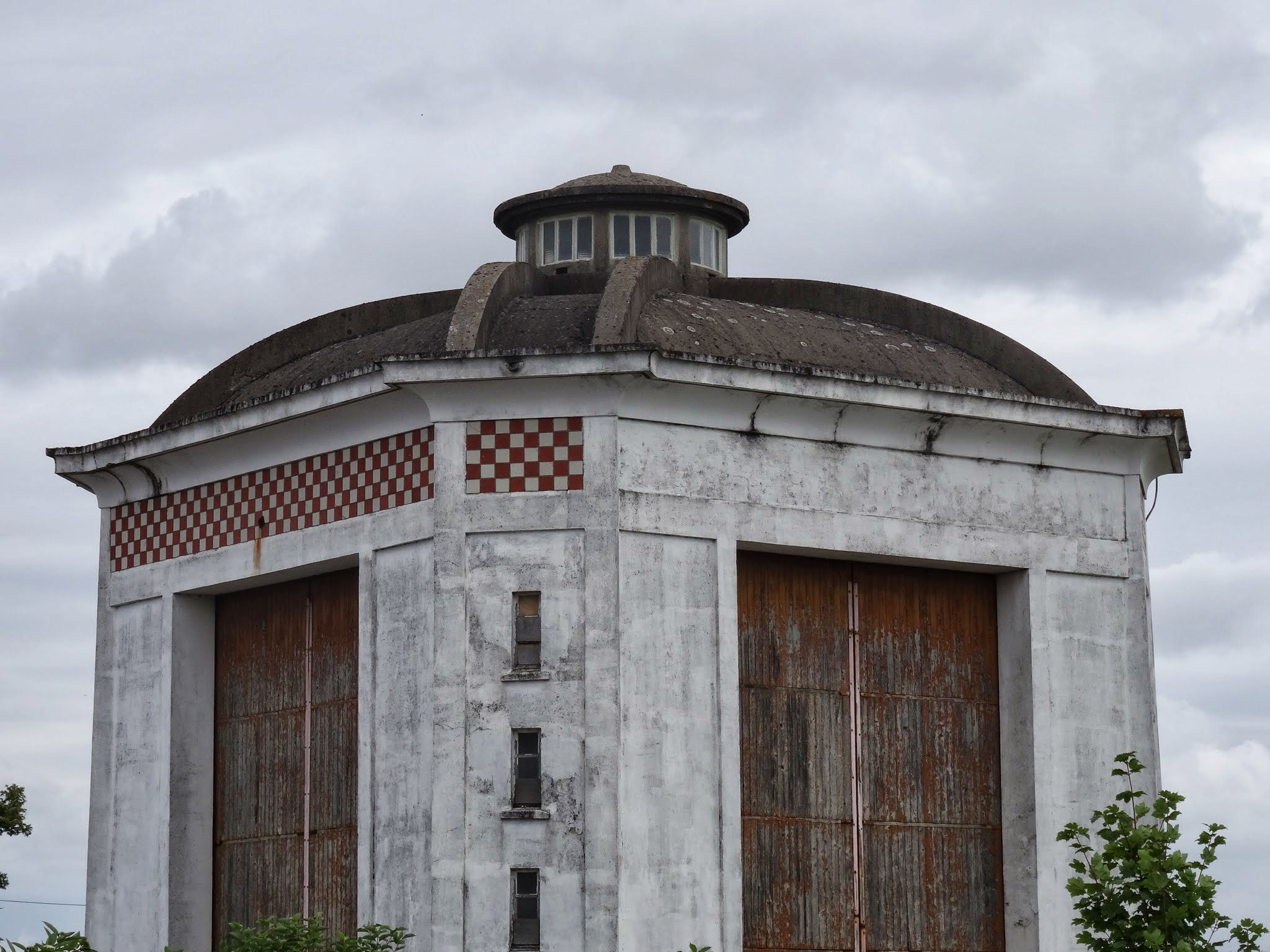
Bâtiment abritant l'observatoire de météorologie de Trappes.

Fils de pasteur, de Quervain fait ses études à l'école Lerber, à Berne. Il entre ensuite en 1898 à l'université de Berne et y effectue des études dans les domaines de la géophysique et de la météorologie. De Quervain obtient son doctorat en 1902, après avoir fait un séjour à l'observatoire de météorologie dynamique de Trappes.
Il devient ensuite assistant à l'observatoire cantonal de Neuchâtel. En 1905, il obtient le titre universitaire de privat-docent en météorologie à l'université de Strasbourg. En 1906, De Quervain est adjoint à l'Institut suisse de météorologie de Zurich. À partir de janvier 1912, il est membre correspondant de la Société de géographie de Genève,,  puis dès 1913, il obtient le poste de directeur de l'observatoire sismique de Degenried, charge qu'il exercera jusqu'en 1924. Il a également été privat-docent de l'université et de l'École polytechnique fédérale de Zurich.

## Expéditions et travaux scientifiques

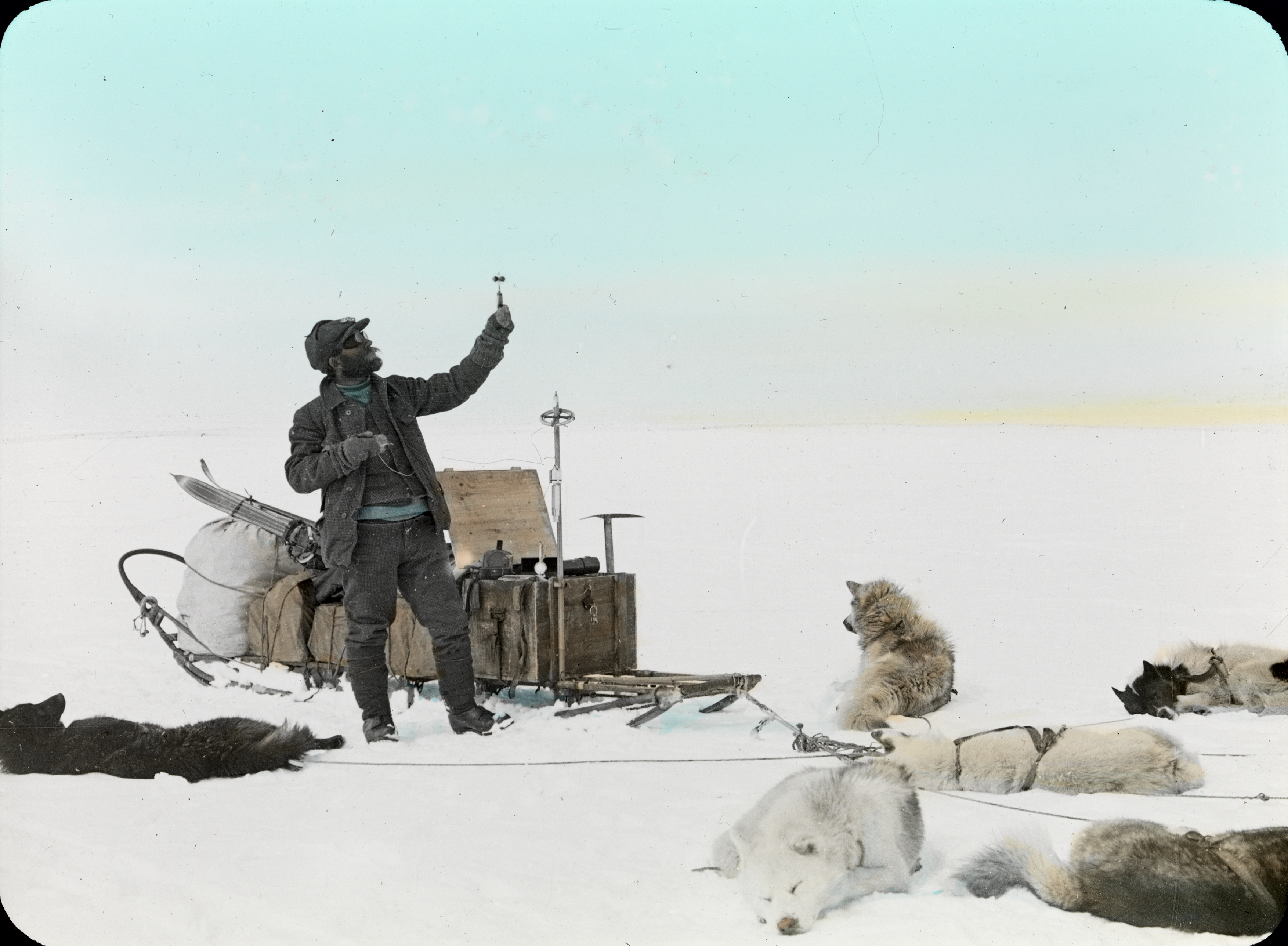
Alfred de Quervain 1912 au Groenland

De janvier à avril 1901, de Quervain séjourne en Russie afin d'effectuer des recherches sur les températures de l'Europe continentale pendant l'hiver. À Moscou et à Saint-Pétersbourg, le météorologue suisse réalise ses mesures au moyen de ballons-sondes. 
En 1905, de Quervain entreprend des recherches sur l'atmosphère et les nuages à l'aide de ballons stratosphériques qu'il met lui-même au point — type d'aérostat dont l'astronome et climatologue allemand Alfred Wegener se servi pour ses recherches,,,. En association avec le physicien, aéronaute et océanaute suisse Auguste Piccard, il réalise la construction d'un sismographe pesant environ 20 tonnes.
En 1909, de Quervain entreprend une première expédition au Groenland, dans la région du fjord Uummannaq,. Cette exploration polaire menée dans l'ouest groenlandais a pour principal objectif d'étudier les l'évolution des glaciers de l'Ummannaq depuis les recherches réalisées par le géographe et géophysicien allemand Erich von Drygalski en 1892 et 1893. De Quervain et son équipe parcourent une distance de 100 km à l'intérieur des terres et effectuent une ascension jusqu'à une altitude de 1 700 m.

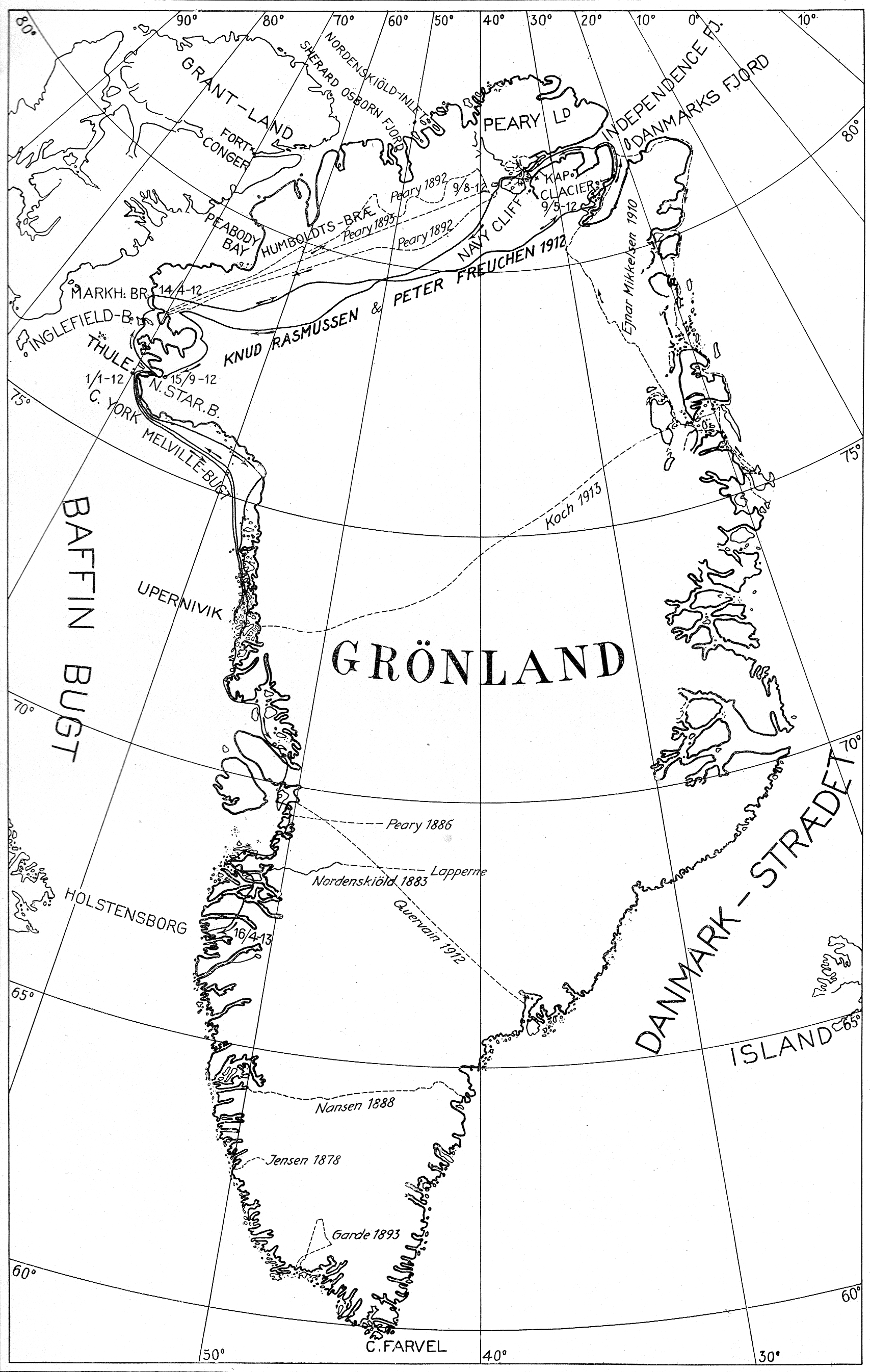
Itinéraire parcouru de Quervain et son équipe au début des années 1910.

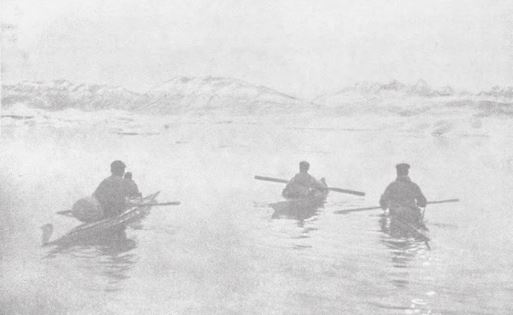
Expédition d'Alfred de Quervain au Groenland en 1912.

En 1912 et 1913, il mène une seconde expédition suisse au Groenland. Lors de cette exploration, De Quervain et son équipe traverse l'inlandsis groenlandais d'ouest en et prennent une route nettement plus au nord que l'itinéraire précédemment tracé par l'explorateur Fridtjof Nansen en 1888,,. Accompagné du glaciologue Paul-Louis Mercanton et du physicien Wilhelm Jost, ils ouvrent la route au niveau de Godhavn — ou, actuellement, Qeqertarsuaq, en groenlandais —, un port situé dans la partie sud de l'île de Disko à l'ouest du Groenland et atteignent le fjord de Sermilik en du 12 juillet de la même année,. En arrivant au fjord, De Quervain découvre une chaîne montagneuse qu'il nomme Schweizerland,,,. En date du 8 août, l'expédition arrive au mont Forel. Dans le Groenland oriental, l'expédition suisse effectue 641 km dans les glaces et parviennent à une altitude de 2 540 m. Cette traversée permis au géophysicien suisse d'établir un profil altimétrique de la partie centrale de l'île nord-américaine,, et de collecter des données météorologiques et glaciologiques de ce territoire.
Il est l'un des initiateurs de la fondation d'une station de recherche, construite au début des années 1930, sur le col du Jungfraujoch,.

## Publications
La liste suivante, non exhaustive, présente les principales publications d'Alfred de Quervain :
- (de) avec Paul-Louis Mercanton, Ergebnisse der Schweizerischen Grönlandexpedition, Denkschriften der Schweizerischen Naturforschenden Gesellschaft, 1920, 54 p.
- (de) avec Paul-Louis Mercanton, Résultats scientifiques de l'expédition Suisse au Groenland 1912-1913, vol. 59, Reitzel, coll. « Meddelelser om Grønland », 1925, 217 p.
- (de) Der transportable Seismograph mit drei Komponenten (System Quervain-Piccard), des Erdbebendienstes der Schweizerischen Meleorologischen Zentralanstalt, 1922
- avec Auguste Piccard, « Description du séismographe universel de 21 tonnes système de Quervain-Piccard », Publications du Bureau Central de Séismologie Int. Sér. A, vol. 32, no 4,‎ 1927

## Pour approfondir